# Кекс на гарячому молоці
Кекс (кейк) на гарячому молоці (англ. Hot milk cake) — це масляний кекc відомий у  американській кухні . Його можна приготувати у вигляді листового або шарового кекcа, або випікати у формі бандт. Гаряче молоко та масло надають кекcу характерної дрібнозернистої текстури, схожої на фунтовий кекс.
Кекc на гарячому молоці отримує свій особливий смак завдяки кип'яченому молоку, яке є рідким компонентом тіста. Він відрізняється від традиційних кексів, таких як «Їжа ангелів» або «Женуаз», тим, що містить пекарний порошок як розпушувач, а не лише яєчні білки, тому його можна готувати з маслом, як бісквіт «Вікторія». Яйця збивають одразу, а не окремо жовтки та білки.

## Приготування
Яйця збивають з цукром, потім додають борошно. Молоко нагрівають з маслом, поки масло не розтане. Цю гарячу суміш молока та масла одразу виливають у тісто, і тісто перемішують, поки воно не охолоне. Тепло починає готувати яйця, поки тісто замішується .
Розпушувач додають на останньому етапі перед випіканням коржа. Цей метод надає тісту дрібнозернистої текстури, яка більше схожа на фунтовий кекс, ніж на традиційні кекси що розпушуються за допомогою яєць.
Молоко в тісті можна відновити з сухого молока. Його виготовлення вимагає менше зусиль та вмінь, ніж виготовлення шифонового кекса. 

## Історія
Простий рецепт 1911 року  готується з цукру, яєць, борошна, солі, розпушувача та гарячого молока, з додатковими інгредієнтами: шоколадом, горіхами або кокосом. Порівняно з типовим масляним кексом, гарячий молочний кекс використовує менше дорогих інгредієнтів, тому він став популярним під час Великої депресії та серед людей, які стикалися з обмеженнями нормування під час Другої світової війни .
Рецепт Рут Еллен Черч, колишньої кулінарної редакторки газети Chicago Tribune (яка іноді писала під псевдонімом Мері Мід), був опублікований у 1955 році . Він має глазур зі смаком мокко, вологий та ніжний .
Кекс на гарячому молоці подають щороку з 1991 року на щорічному фестивалі полуниці, який проводить Історичне товариство округу Енн Арундел у міжнародному аеропорту Тергуд Маршалл .